# Rohrleitungskennzeichnung

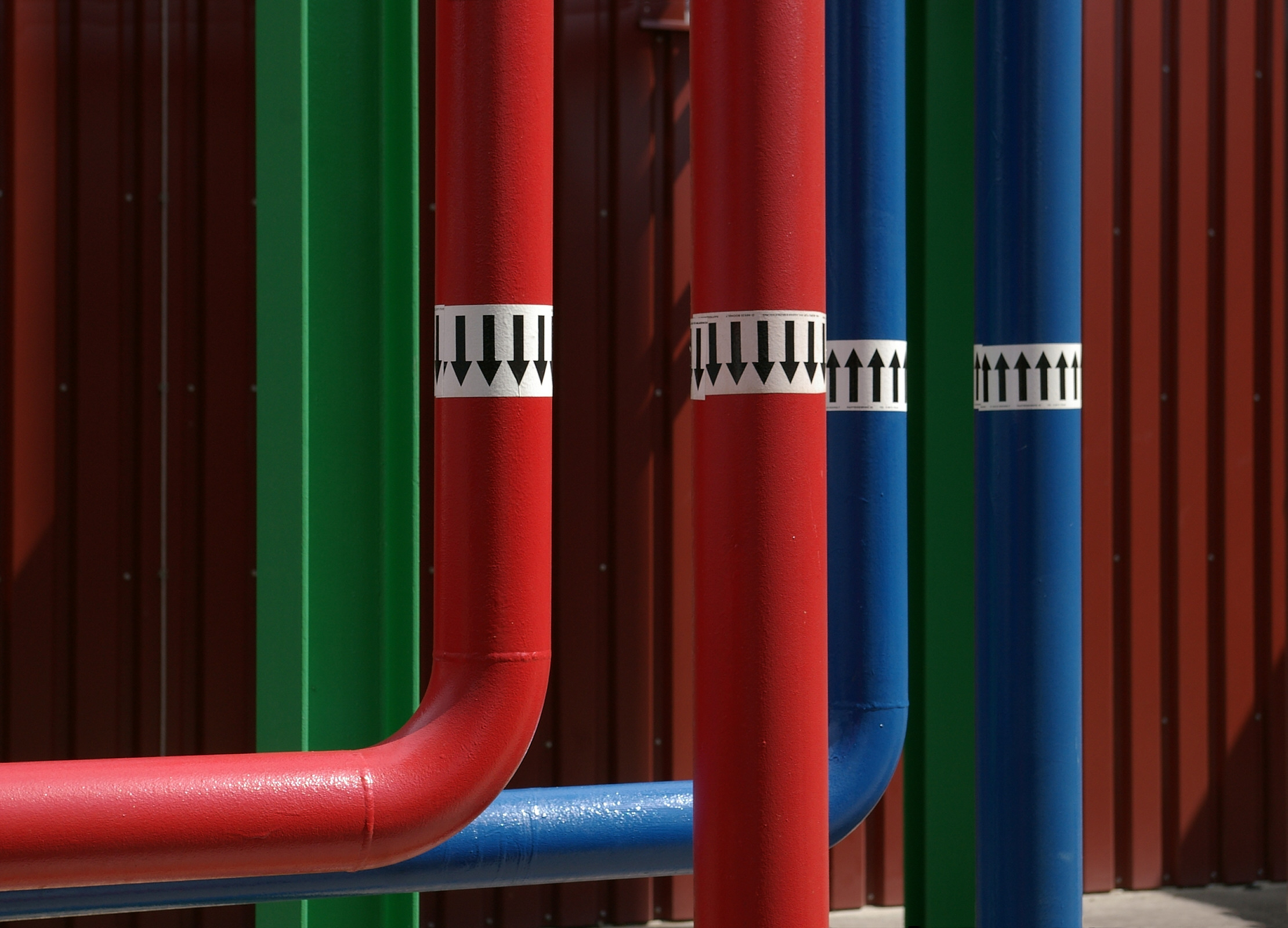
Leitungen zum Kondensator einer Klimaanlage

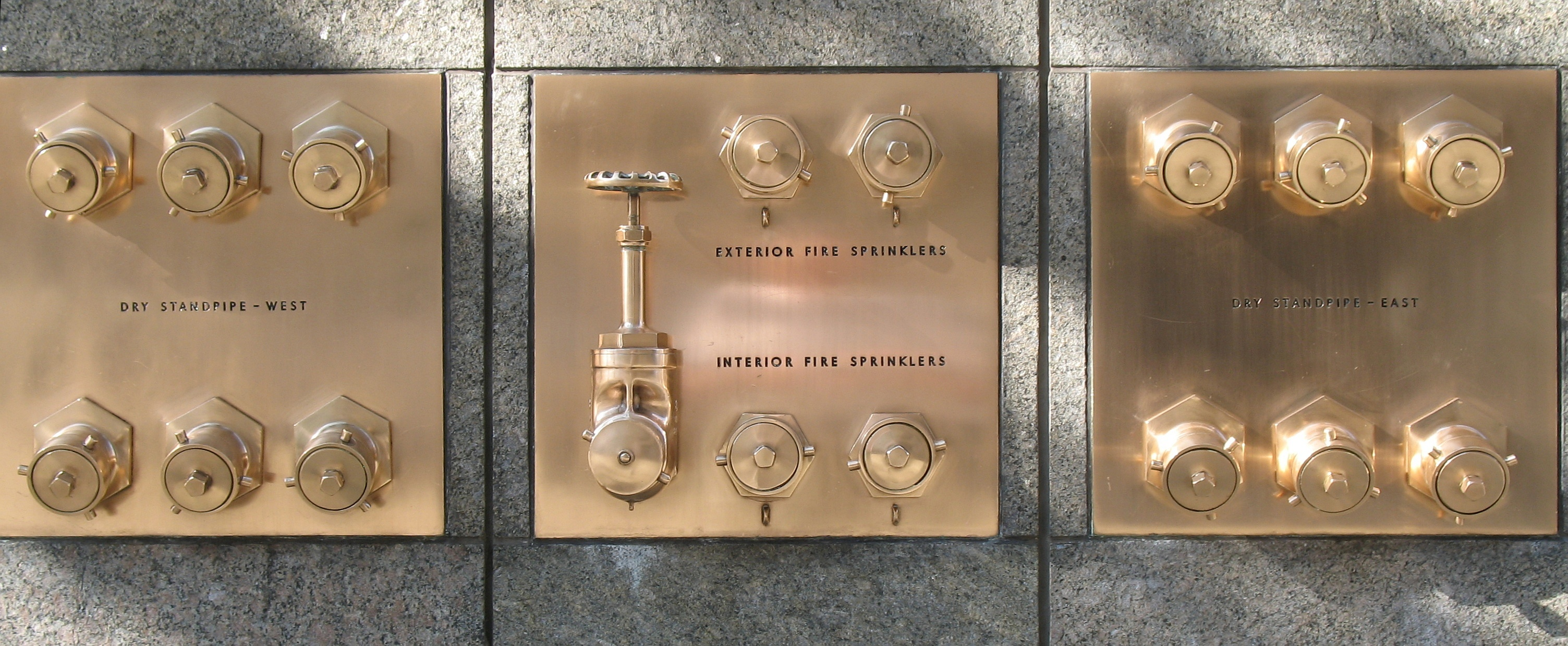
Kennzeichnung der Anschlüsse der Sprinklerleitungen und Trockensteigleitungen an einem Hochhaus in San Francisco

Der Rohrleitungskennzeichnung kommt vornehmlich in Industrieanlagen und Gewerbebauten mit komplexer Gebäudetechnik, wie Krankenhäusern, eine große Bedeutung zu. Die zu kennzeichnenden Rohrleitungen werden an der Außenseite durch Farbgebung und Nummerncode, abhängig vom Durchflussstoff, gekennzeichnet. Rohrleitungen können sowohl mit Kennzeichnungsbändern oder Pfeilformschildern gekennzeichnet werden. Der Durchflussstoff wird als Text dargestellt und je nach Art des Stoffes wird mit besonderen Farben auf Gefahren hingewiesen. Grundlage: Gemäß VBG 1 § 49 sowie der der DIN 2403. Die VBG 1 ist durch die BGV A1 ersetzt worden und enthält den §49 nicht mehr. Die Kennzeichnung von Rohrleitungen für technische Gase und Flüssigkeiten ist speziell auch in anderen Normen genormt: Schiffsrohrkennzeichen ISO 14726, Schiffsrohrkennzeichen SBG VG85009, Kennzeichnungsbänder DIN 2404 Heizungsanlagen, Medizinrohrkennzeichen EN 15908 und DIN 2405 (Rohrleitungen in Kälteanlagen und Kühleinrichtungen - Kennzeichnung). Große Industrieanlagen und Kraftwerke haben eigene Regelungen, die sich zumeist an der DIN 2403 orientieren.
Der in DIN 2403 gewählte Farbcode entspricht in einigen Fällen dem Farbcode der Gasflasche.
Eine weitere übliche Kennzeichnung ist, die Leitung nach dem Verwendungszweck zu kennzeichnen, was insbesondere im Brandschutz üblich ist (Beispiel: Steigleitung, Sprinklerleitung)

## Heizungs- und Sanitärinstallation
In der Gebäudetechnik sind in Heizungs- und Sanitärinstallationen zur Kennzeichnung der Rohre sowie auf Planungsunterlagen folgende Abkürzungen gebräuchlich.
Wasserversorgung
- TW - Trinkwasser
- BW - Betriebswasser (genügt nicht den Anforderungen an Trinkwasser; z. B. Klarwasser)

Kennzeichnung nach DIN EN 806 Teil 1:
- PWC - Potable Water Cold, also: Trinkwasser, kalt - farbliche Kennzeichnung: Grün - bisherige Kennzeichnung: „KW“ für Kaltwasser
- PWH - Potable Water Hot, also: Trinkwasser, warm - farbliche Kennzeichnung: Rot - bisherige Kennzeichnung: „WW“ für Warmwasser
- PWH-C - Potable Water Hot-Circulation, also: Trinkwasserleitung, warm, Zirkulation - farbliche Kennzeichnung: Violett

Wasserentsorgung
- SW - Schwarzwasser (Schmutzwasser mit Fäkalien)
- GW - Grauwasser (Schmutzwasser ohne Fäkalien); GW-A - Grauwasser-Anlage
- KW - Klarwasser (gereinigtes Grauwasser)

Heizungsanlagen
- VL - Vorlauf des Heizkreislaufs; alternativ: Hz V
- RL - Rücklauf des Heizkreislaufs: alternativ: Hz R